# تان‌چونگ (کاماو)
تان‌چونگ (به ویتنامی: Xã Tân Trung) یک قصبه در ویتنام است که در استان کاماو واقع شده‌است.